# Bánovce nad Bebravou
Bánovce nad Bebravou (deutsch Banowitz, ungarisch Bán) ist eine Stadt in der Slowakei am Fluss Bebrava.

## Geschichte
Die Stadt entstand an der Stelle eines alten Siedlungsplatzes (jüngere Bronzezeit). Die erste schriftliche Erwähnung der Stadt stammt aus dem Jahr 1234. Im Mittelalter wurde sie ein wichtiges Zentrum der Handwerksproduktion: Schuhmacher, Schreiner, Schmiede, Fleischer, Weber usw. Anfang des 17. Jahrhunderts wurde die erste Grundschule eröffnet.

## Bevölkerung
| Jahr                | 1994   | 2004    | 2014    | 2024     |
| ------------------- | ------ | ------- | ------- | -------- |
| Anzahl der Personen | 20.716 | 20.725  | 18.933  | 16.103   |
| Unterschied         |        | +0,04 % | −8,64 % | −14,94 % |

| Jahr                | 2023   | 2024    |
| ------------------- | ------ | ------- |
| Anzahl der Personen | 16.359 | 16.103  |
| Unterschied         |        | −1,56 % |

## Sehenswürdigkeiten

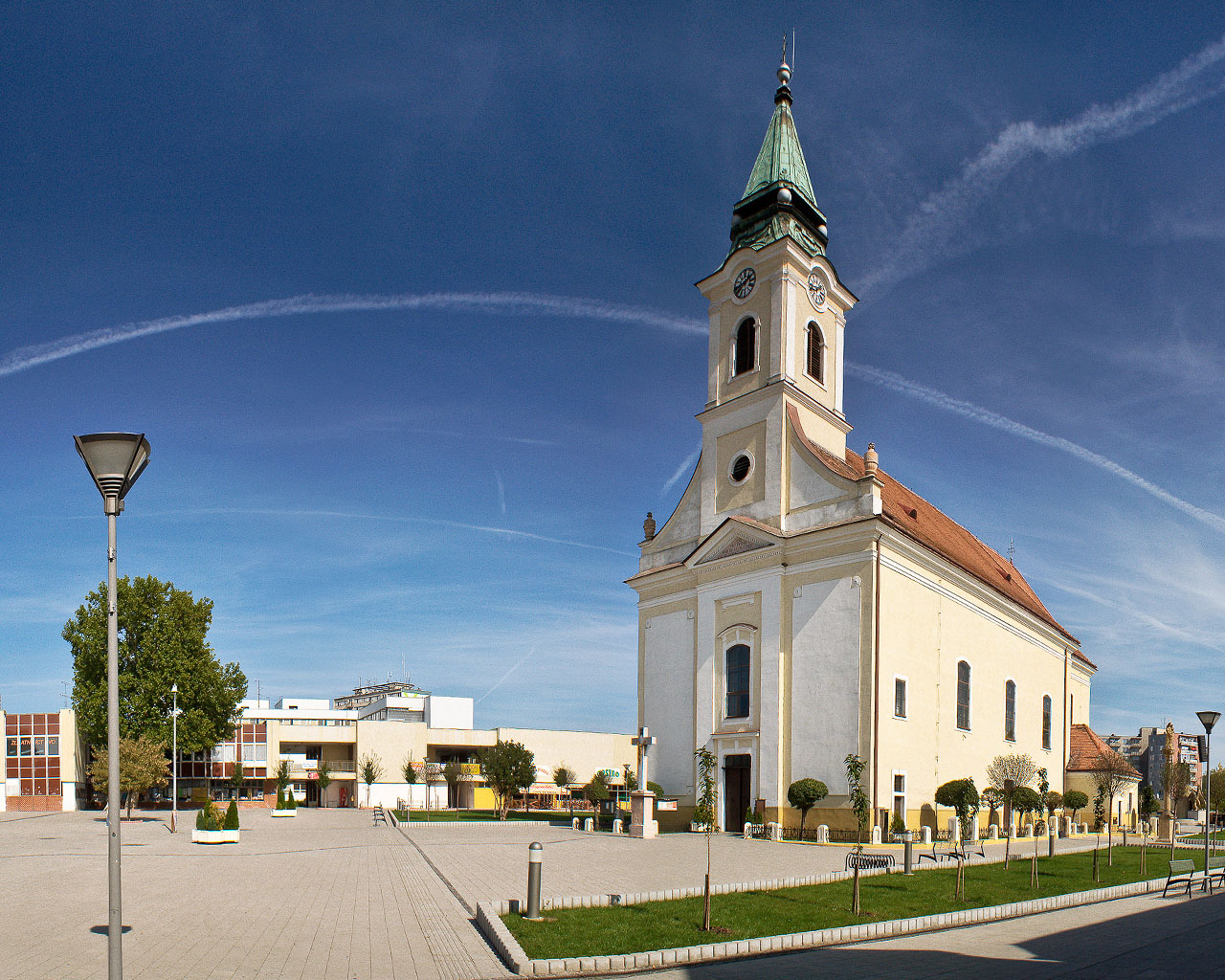
Stadtzentrum

Siehe auch: Liste der denkmalgeschützten Objekte in Bánovce nad Bebravou
Im Stadtzentrum Bánovce nad Bebravou dominiert die römisch-katholische Kirche. Ab 1924 bis zum Kriegsende 1945 war Jozef Tiso Pfarrer von Banovce und reiste auch während seiner Amtszeit als Ministerpräsident und später Präsident der Ersten Slowakischen Republik jeden Sonntag von Bratislava aus mit einem speziellen Eisenbahn-Triebwagen zur Sonntagsmesse an. 

## Industrie
Im Herbst 2005 wurde das Unternehmen LKW Komponenten s.r.o. gegründet. Derzeit (Ende 2008) sind etwa 320 Mitarbeiter beschäftigt, um Teile für MAN zu fertigen. Im Automobilbereich ist auch die Hella-Gruppe mit einem Produktionsstandort für Heckleuchten in der Stadt vertreten. Auch Fritzmeier betreibt ein Werk für Schweißbaugruppen und -kabinen in Bánovce nad Bebravou. Der deutsche Hemden- und Blusenhersteller Eterna Mode GmbH mit Sitz in Passau beschäftigt mit einer Betriebsstätte 706 Personen in der Stadt.

## Stadtteile
Die Gemeinde besteht aus folgenden Gemeindeteilen:
- Bánovce nad Bebravou (Stadt)
- Biskupice (1971 eingemeindet)
- Dolné Ozorovce (1960 eingemeindet)
- Horné Ozorovce (1971 eingemeindet)
- Malé Chlievany (1971 eingemeindet)

## Töchter und Söhne der Stadt
- Jozef Forgáč (1904–1966), SDB, katholischer Priester, Provinzial, Jugendseelsorger und Missionar (Chile, Argentinien).[5]
- Peter Beňo (* 1972), römisch-katholischer Geistlicher, Weihbischof in Nitra
- Roman Broniš (* 1976), Radrennfahrer
- Dominika Morávková-Zeleníková (* 1990), Schauspielerin
- Slávka Zámečníková (* 1991), Opernsängerin
- Dominik Hollý (* 2003), Fußballspieler